# ژاباره (کروشواتس)
ژاباره (به صربی: Žabare) یک منطقهٔ مسکونی در صربستان است که در کروشواتس واقع شده‌است. ژاباره ۳۶۱ نفر جمعیت دارد.